# Енбек (Костанайский район)
Енбек (каз. Еңбек, до 2018 г. — Давыденовка) — село в Костанайском районе Костанайской области Казахстана. Входит в состав Александровского сельского округа. Находится примерно в 27 км к северо-востоку от центра города Костаная. Код КАТО — 395433200.

## Население
В 1999 году население села составляло 478 человек (231 мужчина и 247 женщин). По данным переписи 2009 года, в селе проживало 490 человек (240 мужчин и 250 женщин).